# Mongi Bourgou
Mongi Bourgou (arabe : منجي بورقو), né le 27 mars 1956 à Djerba, est un géographe tunisien.

## Biographie
Géomorphologue et professeur de géographie à l'université de Tunis, il est membre du conseil scientifique de l'Académie tunisienne des sciences, des lettres et des arts. Depuis novembre 2015, il est directeur général du Centre de publication universitaire, après avoir dirigé l'École normale supérieure de Tunis.
Il a notamment travaillé sur les notions de littoral, d'écosystème et de risque naturel.

## Publications
- Les accumulations dunaires de la péninsule du Cap Bon, Tunisie : étude géomorphologique, vol. XXVI, Tunis, Publications de la faculté des sciences humaines et sociales de Tunis, 1991, 198 p. (ISBN 9973-922-03-4).
- Le bassin versant du Kebir-Miliane (Tunisie Nord-orientale) : étude géomorphologique, vol. XXXIII, Tunis, Publications de la faculté des sciences humaines et sociales de Tunis, 1993, 435 p.[3]
- (ar) Le modèle des régions arides, Tunis, Cérès Productions et Institut supérieur de l'éducation et de la formation continue, 1994, 160 p.
- (ar) Le relief de la Tunisie, Tunis, Centre national universitaire de documentation scientifique et technique, 1996, 238 p.avec Ameur Oueslati
- (ar) Lecture et analyse de documents en géomorphologie, Tunis, Institut supérieur de l'éducation et de la formation continue, 1997, 210 p.
- Les plages, impact des aménagements touristiques et portuaires sur leur évolution récente : exemples tunisiens, Tunis, Centre d'études et de recherches économiques et sociales, 2005.
- Les littoraux : enjeux et dynamiques, Paris, Presses universitaires de France, 2010, 304 p. (ISBN 978-2-13-057433-0)avec Jean-Marie Miossec
- (ar) Exploitation agricole et érosion en Tunisie, Tunis, Centre national de traduction, 2011, 380 p.
- Cent et un sites, Tunis, Arabesques, 2015, 252 p.
- La péninsule du Cap Bon entre crises et mutations, Carthage, Beït El Hikma, 2017, 296 p. (ISBN 978-9973-49-175-6).
- L'île de Djerba : tourisme, environnement, patrimoine, Tunis, Cérès, 2008, 213 p. (ISBN 978-9973-19-725-2)avec Abdelfettah Kassah